# Скелеватое (Вольнянский район)
Скелеватое (укр. Скелювате) — село,
Любимовский сельский совет,
Вольнянский район,
Запорожская область,
Украина.
Код КОАТУУ — 2321582510. Население по переписи 2001 года составляло 158 человек.

## Географическое положение
Село Скелеватое находится в 1,5 км от села Вишняки и в 2,5 км от сёл Веселотерноватое и Петровское.

## История
- 1929 год — дата основания.

## Достопримечательности
- Братская могила советских воинов.